# Євстигнєєв Денис Євгенович
Дени́с Євге́нович Євстигнє́єв (рос. Денис Евгеньевич Евстигнеев; нар. 29 листопада 1961) — радянський і російський оператор, кінорежисер, продюсер, лауреат Державної премії СРСР.

## Біографія
Денис Євстигнєєв походить з відомої театрально-кінематографічної родини: батько — актор Євген Євстигнєєв, мати — актриса і режисер Галина Волчек, дід — кінооператор і педагог, професор Борис Волчек.
Закінчив операторський факультет ВДІК а (1983, майстерня В. Юсова і А. Темеріна). Як оператор відомий роботою над фільмами «Осінь, Чертаново...» (1988), «Слуга» (1988), «Таксі-блюз» (1990) , «Армавір» (1991), «Луна-парк» (1992).
У 1994 дебютував як режисер, випустивши фільм «Ліміта», де створив груповий портрет свого покоління. У 1995 працював у галузі соціальної телереклами (Російська проект).
У 1999 поставив фільм «Мама».
Лауреат Державної премії СРСР (1991, за операторську роботу у фільмі «Слуга»).

## Особисте життя
- Перша дружина — Тетяна Циплакова
- Друга дружина — Катерина Зіновіївна Гердт, прийомна дочка Зіновія Гердта[1].
- Пасинок, син його дружини і Валерія Фокіна — Орест Фокін (нар. 1978) — закінчив юридичний факультет МГУ, працював у міліції, потім юристом у великій компанії.
- Внуки дружини: Тетяна (нар. 2003), Марія (нар. 2005).

## Фільмографія

### Операторські роботи
1. 1984 — Казки старого чарівника
2. 1986 — Попутник
3. 1988 — Слуга
4. 1988 — Осінь, Чертаново
5. 1990 — Таксі-блюз
6. 1990 — Бурса
7. 1991 — Армавір
8. 1991 — Подорож товариша Сталіна в Африку
9. 1992 — Луна-парк

### Режисерські роботи
1. 1994 — Ліміта
2. 1999 — Мама
3. 2001 — Займемося любов'ю

### Продюсував фільми
1. 1999 — Мама
2. 2001 — Займемося любов'ю
3. 2004 — Москва. Центральний округ 2 (серіал)
4. 2004 — Хлопці зі сталі (серіал)
5. 2004 — Місце під сонцем (серіал)
6. 2005 — Повний вперед! (Серіал)
7. 2005 — Вокальні паралелі
8. 2011 — Короткий курс щасливого життя (серіал)
9. 2012 — Мосгаз (серіал)
10. 2014 — Купрін (серіал)